# Red Light Fever (Hot Leg)
Red Light Fever è il primo album degli Hot Leg, uscito il 9 febbraio 2009.

## Tracce
Tutti i pezzi sono stati scritti da Justin Hawkins, tranne dove indicato.
1. Chickens – 3:16
2. You Can't Hurt Me Anymore – 3:19
3. Ashamed (featuring Beverlei Brown) – 3:04
4. I've Met Jesus – (Hawkins, Bayfield) 3:09
5. Trojan Guitar – 5:24
6. Cocktails – (Hawkins, Bayfield) 3:57
7. Gay in the 80's – (Hawkins, Bayfield) 3:16
8. Prima Donna – 3:27
9. Whichever Way You Wanna Give It – 3:22
10. Kissing in the Wind – 3:32

### Outtake
- Heroes - 2:44
- Cupboard Love - 4:26
- Automatic (The Pointer Sisters cover) - 4:02
- Take Take Take - 2:32
- All I Gotta Do - 3:31

## Singoli
- 20 ottobre 2008 – Trojan Guitar (solo download gratuito)
- 15 dicembre 2008 – I've Met Jesus
- 2 marzo 2009 – Cocktails

## Formazione
- Justin Hawkins: voce, chitarra, tastiere, basso, batteria
- Pete Rinaldi: chitarra, cori
- Samuel SJ Stokes: basso, cori
- Darby Todd: batteria, cori

### Altri musicisti
- Beverlei Brown - voce in Ashamed